# کیت ال. ترابیان
کیت ال. ترابیان (با نام اصلی لائورا کیت لاریمور) (انگلیسی: Kate L. Turabian; ۲۶ فوریهٔ ۱۸۹۳ – ۲۵ اکتبر ۱۹۸۷) یک آموزگار آمریکایی بود. ترابیان نام‌خانوادگی همسر ارمنی او بود. وی عمده شهرتش را مدیون کتاب شیوه‌نامه برای نویسندگان پژوهش‌های دانشگاهی، پایان‌نامه‌ها و رساله‌ها است. در ۲۰۱۳، انتشارات دانشگاه شیکاگو ویرایش هشتم این کتاب را منتشر کرد. این انتشارات تخمین زده که مجموع چاپ‌های این کتاب از زمان انتشارش در ۱۹۳۷، به بیش از ۸ میلیون نسخه می‌رسد. یک بررسی که در ۲۰۱۶ و روی بیش از ۱ میلیون دوره دانشگاهی انجام شد، نشان داد که شیوه‌نامه ترابیان، رایج‌ترین شیوه در میان نویسندگان زن است.
ترابیان از ۱۹۳۰ تا ۱۹۵۸، دبیر پایان‌نامه‌های تحصیلات تکمیلی دانشگاه شیکاگو بود و تمام پایان‌نامه‌های کارشناسی ارشد و رساله‌های دکتری باید به تایید او می‌رسید. ویرایش‌های گوناگونی از شیوه‌نامه او عرضه شده که در همگی شیوه‌نامه دانشگاه شیکاگو (شیوه‌نامه شیکاگو) رعایت شده است.
کتاب او و شیوه‌اش، با نام ترابیان شناخته می‌شود.